# Маскародо
 Маскародо  — деревня в Советском районе Республики Марий Эл. Входит в состав Верх-Ушнурского сельского поселения.

## Географическое положение
Находится в центральной части республики Марий Эл на расстоянии приблизительно 11 км по прямой на восток от районного центра посёлка Советский.

## История
Известна с 1891 года как деревня с 14 дворами. В 1905 году в 18 дворах проживали 123 человека, в 1909 году 109, в 1939 133 человека, в 1976 году 23 хозяйства, в 2002 году осталось лишь 8 домов. В советское время работали колхозы «Кундыш» и «У илыш».

## Население
Население составляло 16 человек (мари 100 %) в 2002 году, 9 в 2010.